# Top.HR Music Awards
Top.HR Music Awards je bila godišnja glazbena nagrada u Hrvatskoj koja se dodjeljivala od 2020. do 2023. godine za glazbeni doprinos u prethodnoj godini.
Nagrada je nastala u suradnji Hrvatske diskografske udruge i RTL Televizije. 
Voditeljica projekta je Ana Radišić. 
Od 2024. godine, godišnja nagrada više se ne dodjeljuje.  

## Popis nagrada
- Nagrada za pjesmu godine
- Nagrada za muškog izvođača godine
- Nagrada za žensku izvođačicu godine
- Nagrada za grupu godine
- Nagrada za novog izvođača godine
- Nagrada za najprodavaniji domaći album
- Nagrada za najprodavaniji strani album
- Deezer singl godine
- Deezer izvođač godine[2]

### Prethodne nagrade
- Nagrada za turneju godine - dodjeljivala se 2020. godine

## Organizirane dodjele
| Rbr. | Naziv                     | Datum održavanja  | Datum emitiranja  | Mjesto održavanja                          | Voditelji                                           |
| ---- | ------------------------- | ----------------- | ----------------- | ------------------------------------------ | --------------------------------------------------- |
| 1.   | Top.HR Music Awards 2020. | 6. veljače 2020.  | 8. veljače 2020.  | Zagreb, hotel Esplanade                    | Ana Radišić Tomislav Jelinčić                       |
| 2.   | Top.HR Music Awards 2021. | 5. veljače 2021.  | 7. veljače 2021.  | studio RTL Danas i studio Croatia Recordsa | Ana Radišić Tomislav Jelinčić Edita Misirić Vrkljan |
| 3.   | Top.HR Music Awards 2022. | 7. ožujka 2022.   | 12. ožujka 2022.  | Zagreb, klub Mint&more                     | Ana Radišić                                         |
| 4.   | Top.HR Music Awards 2023. | 23. veljače 2023. | 25. veljače 2023. | Zagreb, Mala dvorana Vatroslava Lisinskog  | Ana Radišić                                         |